# Dieter Beilig
Dieter Beilig (* 5. September 1941 in Berlin; † 2. Oktober 1971 ebenda) war ein West-Berliner Aktivist gegen die Berliner Mauer und Opfer der Grenztruppen der DDR.

## Leben

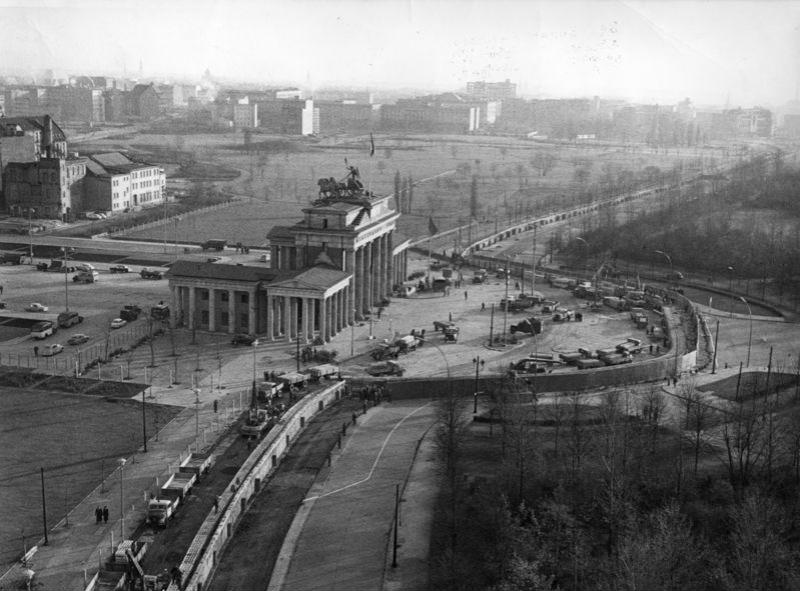
Die Mauer am Brandenburger Tor. Hinten links das Ateliergebäude der Akademie der Künste, dahinter das Hotel Adlon. Im Jahr 1971 umschloss das Akademiegebäude eine weiß getünchte Mauer. Die Fenster des Stützpunktes der Grenztruppen, in dem Beilig erschossen wurde, lagen nach hinten (Foto aus dem Herbst 1961)

Beilig protestierte seit den ersten Tagen ihrer Existenz auf vielfältige Weise gegen die Berliner Mauer. Unter anderem stellte er die ersten Holzkreuze auf, die dem Gedenken der Todesopfer an der Berliner Mauer dienten. Er gründete die Peter-Fechter-Memorial-Bewegung.
1962 versuchte er, die Mauer mit Sprengsätzen zu beschädigen. Wegen Verstoßes gegen das Sprengmittelgesetz wurde er daraufhin zu einer dreiwöchigen Jugendstrafe verurteilt. Nach deren Verbüßung organisierte er weitere Protestkundgebungen gegen die Mauer.
Dem Ministerium für Staatssicherheit gelang es 1964, Beilig zu ergreifen und in Ost-Berlin vor Gericht zu stellen. Am 11. Dezember 1964 wurde er wegen „staatsfeindlicher Hetze und Terror“ zu zwölf Jahren Haft verurteilt. Nach zwei Jahren wurde er nach West-Berlin abgeschoben. Dort setzte er seine Protestaktionen fort.
Am 2. Oktober 1971 kletterte Dieter Beilig gegen 9.15 Uhr nahe dem Brandenburger Tor auf die Mauer. Er lief etwa 30 Meter auf der Mauerkrone und rief dabei den DDR-Grenzposten zu, dass beide Teile Deutschlands vereint werden sollten. Als West-Berliner Polizisten versuchten, ihn zu sich herunterzuziehen, sprang er auf der Ostseite hinunter und wurde von Angehörigen der Grenztruppen festgenommen. Nach einer ersten Durchsuchung in einem Nebengebäude des Brandenburger Tors brachten Grenzsoldaten Beilig zu ihrem Führungspunkt im einhundert Meter entfernten Gebäude der Akademie der Künste. Während der Fahrt unternahm Beilig einen missglückten Fluchtversuch. Im Führungspunkt wurde er mit zwei bewaffneten Posten in einen Raum gesperrt. Als er versuchte, das unvergitterte Fenster zu öffnen, schoss ihn ein Offizier rücklings nieder. Ein Krankenwagen brachte den wahrscheinlich bereits toten Beilig in das Krankenhaus der Volkspolizei.
Das Ministerium für Staatssicherheit (MfS) ging zunächst davon aus, dass der Vorfall von westlicher Seite publik gemacht werden würde. Es fingierte einen Notwehrfall, wozu auch das Anbringen von Fingerabdrücken der Leiche Beiligs auf der Dienstwaffe eines Grenzsoldaten gehörte.
Als klar wurde, dass die Befürchtung unbegründet war, weil Beiligs Erschießung im Westen nicht bemerkt worden war, vertuschten MfS-Mitarbeiter alle seine Spuren, verbrannten seine Leiche und verscharrten sie an unbekannter Stelle.
Beiligs Familie wurde mitgeteilt, er gelte als verschollen.
Nach der Deutschen Wiedervereinigung kam infolge der Ermittlungen gegen Mauerschützen das Schicksal Beiligs ans Licht. Der Täter war gestorben. Ein Prozess gegen drei ehemalige MfS-Angehörige, denen vorgeworfen wurde, durch die Fälschung von Beweismitteln den Täter begünstigt zu haben, endete im Juni 1999 mit Freisprüchen.
Der Umbau der Ausstellungsräume des Palais Arnim im Jahr 2003 machte eine breitere Öffentlichkeit mit dem Tod Dieter Beiligs bekannt. Seither zeigen Bodenmarkierungen im wieder freigelegten Thronsaal Kaiser Wilhelms II. den Raum, in dem Beilig erschossen wurde.